# Nesvík
Nesvík [ˈneːsvʊik] és una petita localitat situada a la costa est de l'illa de Streymoy, a les illes Fèroe. Forma part del municipi de Sunda. L'1 de gener del 2021 constava com a deshabitada.
La localitat està situada a l'est de la costa de Streymoy, just al lloc on el Sundini s'estreny més. Aquí s'hi va construir el 1973 el pont de Streymin per unir les illes de Streymoy i Eysturoy.
Nesvík va ser fundat com un poble normal. Tanmateix avui ja no és estrictament un assentament, ja que acull principalment un campament evangèlic i un centre de conferències i educació religiós de la Kirkjuliga Heimamissiónin í Føroyum, inaugurat el 1993, anomenat Leguhúsið i Nesvík.